# Джеролд (округ, Південна Дакота)
Шаблон:StateAbbr_ 44°04′ пн. ш. 98°37′ зх. д. / 44.06° пн. ш. 98.62° зх. д.
Округ  Джеролд (англ. Jerauld County) — округ (графство) у штаті  Південна Дакота, США. Ідентифікатор округу 46073.

## Історія
Округ утворений 1883 року.

## Демографія
За даними перепису 2000 року загальне населення округу становило 2295 осіб, усе сільське. Серед мешканців округу чоловіків було 1138, а жінок — 1157. В окрузі було 987 домогосподарств, 651 родин, які мешкали в 1167 будинках. Середній розмір родини становив 2,85.
Віковий розподіл населення поданий у таблиці:
| Стать    | До 15 років | 15-21 | 22-29 | 30-39 | 40-49 | 50-65 | 65-85 | Понад 85 |
| -------- | ----------- | ----- | ----- | ----- | ----- | ----- | ----- | -------- |
| Чоловіки | 190         | 120   | 78    | 129   | 184   | 187   | 221   | 29       |
| Жінки    | 177         | 99    | 64    | 109   | 168   | 202   | 267   | 71       |

## Суміжні округи
- Бідл — північний схід
- Сенборн — схід
- Орора — південь
- Брул — південний захід
- Баффало — захід
- Генд — північний захід

## Виноски
1. ↑  US Decennial Census. US Census Bureau. Архів оригіналу за 26 квітня 2015. Процитовано 26 березня 2015.
2. ↑  Historical Census Browser. University of Virginia Library. Архів оригіналу за 11 серпня 2012. Процитовано 26 березня 2015.
3. ↑  Forstall, Richard L., ред. (27 березня 1995). Population of Counties by Decennial Census: 1900 to 1990. US Census Bureau. Архів оригіналу за 28 грудня 2008. Процитовано 26 березня 2015.
4. ↑  Census 2000 PHC-T-4. Ranking Tables for Counties: 1990 and 2000 (PDF). US Census Bureau. 2 квітня 2001. Архів оригіналу (PDF) за 18 грудня 2014. Процитовано 26 березня 2015.
5. ↑  State & County QuickFacts. US Census Bureau. Архів оригіналу за 7 червня 2011. Процитовано 25 листопада 2013.(англ.) Наведено за англійською вікіпедією.
6. ↑  American FactFinder. Бюро перепису населення США. Архів оригіналу за 21 травня 2008. Процитовано 31 січня 2008.

| США | Це незавершена стаття з географії США. Ви можете допомогти проєкту, виправивши або дописавши її. |